# Football Club Esperia Viareggio
Football Club Esperia Viareggio é um clube italiano de futebol, com sede na cidade de Viareggio, na Toscana. Encontra-se atualmente disputando a Lega Pro Prima Divisione (Grupo B).
Fundado no ano de 1919 com o nome de Viareggio Calcio, teve sua filiação à FIGC (Federação Italiana de Futebol) cancelada em 2002, sendo refundado no ano seguinte, com o nome atual.
Manda suas partidas no Estádio Torquato Bresciani, com capacidade de 7.000 lugares. Possui o preto e o branco como suas cores oficiais.